# Notre-Dame-de-Livoye
Notre-Dame-de-Livoye település Franciaországban, Manche megyében. Lakosainak száma 166 fő (2022. január 1.). Notre-Dame-de-Livoye Brécey, La Chaise-Baudouin, Les Loges-sur-Brécey, Saint-Georges-de-Livoye és Saint-Nicolas-des-Bois községekkel határos.

## Népesség
A település népességének változása:
| Lakosok száma | 142  | 124  | 110  | 113  | 133  | 139  | 147  | 159  | 161  | 166  |
|               | 1968 | 1982 | 1990 | 2006 | 2013 | 2015 | 2017 | 2019 | 2020 | 2022 |